# Ди Си Юнайтед
«Ди Си Юна́йтед» (англ. D.C. United) — американский футбольный клуб из города Вашингтон, выступающий в MLS, высшей футбольной лиге США и Канады. Является одним из десяти клубов, которые основали лигу в 1996 году. «Ди Си» — общепринятая аббревиатура округа Колумбия (англ. District of Columbia, D.C.), где находится город Вашингтон (весь округ и является собственно городом). Четырёхкратный обладатель Кубка MLS, что на данный момент является вторым результатом лиги после «Лос-Анджелес Гэлакси» (6 титулов). Победитель Лиги чемпионов КОНКАКАФ 1998 года, один из трех клубов MLS, сумевших завоевать этот титул.

## История

### Ранние годы (1995—1999)

#### Выделение франшизы MLS для Округа Колумбия
Перед чемпионатом мира 1994 года Федерация футбола США выполнила обещание, данное ФИФА, по содействию в основании новой профессиональной лиги. 15 июня 1994 года MLS выбрала Вашингтон, округ Колумбия, среди двадцати двух претендентов на получение одной из первых семи франшиз, ещё три были добавлены перед стартом лиги. После того, как Вашингтон получил франшизу, нужно было назначить новое руководство. В соответствии с правилами именования спортивных команд в США, самые ранние варианты названия включали комбинацию географического названия области и талисмана. Некоторые идеи: «Спайс», «Американс» и «Иглс». В итоге, однако, руководство новой команды решило дать клубу название «Ди Си Юнайтед». Название «Юнайтед» ссылалось на известные европейские клубы, такие как «Лидс Юнайтед» и «Манчестер Юнайтед», а также отражало расположение команды в столице Соединённых Штатов.

#### Первые успехи (1996—1999)
«Ди Си Юнайтед» сыграл свой первый матч в MLS 6 апреля 1996 года против «Сан-Хосе Клэш» (в настоящее время «Эртквейкс»). В первой игре счёт оставался неоткрытым до последней минуты основного времени, когда форвард «Сан-Хосе», Эрик Виналда, забил первый гол в истории лиги и принёс «Юнайтед» первое поражение. «Ди Си Юнайтед» проиграл свои следующие три матча и вскоре оказался на последнем месте как в Восточной конференции, так и в общем зачёте.
«Юнайтед», однако, смог набрать нужные очки и получить право на участие в плей-офф, имея в активе по 16 побед и поражений. Команда вошла в плей-офф с большими амбициями, ей удалось выиграть титул чемпиона Восточной конференции, победив обладателя Supporters’ Shield, «Тампа-Бэй Мьютини». В первом финале Кубка MLS «Юнайтед» обыграл чемпиона Западной конференции, «Лос-Анджелес Гэлакси». По ходу матча «Юнайтед» проигрывал со счётом 0:2, но восстановил паритет во втором тайме, в итоге «Юнайтед» одержал волевую победу со счётом 3:2. Кроме того, «Юнайтед» стал первой за четыре года спортивной командой из Вашингтона, выигравшей национальный чемпионат. «Юнайтед» затем оформил «дубль», победив со счётом 3:0 «Рочестер Райнос» в финале Открытого кубка США. Рекорд посещаемости в 8000 зрителей на Открытом кубке не был превышен до 2009 года, когда «Юнайтед» сыграл против «Сиэтл Саундерс». Дубль «Юнайтед» был первым случаем, когда профессиональный американский футбольный клуб выиграл лигу и внутреннее первенство после того, как «Нью-Бедфорд Уэйлерз» сделали это в 1932 году.
В 1997 году успех клуба был подчёркнут победами в Кубке MLS и Supporters’ Shield, подобное достижение было повторено лишь пять раз в истории лиги. Во втором году команда в дополнение к MLS и Открытому кубку США соревновалась в Кубке чемпионов КОНКАКАФ. 12 августа 1997 года «Юнайтед» сыграл свой первый международный матч, в четвертьфинале Кубка КОНКАКАФ клуб встретился с «Юнайтед Петротрин» из Тринидада и Тобаго. Гол Марко Этчеверри на 84-й минуте принёс клубу победу и место в полуфинале Кубка КОНКАКАФ, где «Юнайтед» столкнулся с уже знакомым соперником, «Лос-Анджелес Гэлакси». Матч состоялся в Вашингтоне на Стадионе РФК, игрок «Гэлакси», Коби Джонс отличился на 10-й минуте игры, дав преимущество гостям. Гол Джонса стал решающим в матче, «Юнайтед» выбыл в полуфинале и сыграл с мексиканской «Гвадалахарой» в матче за третье место. Игра закончился ничьей 2:2, и призовое место было разделено.
Выиграв Кубок MLS 1997 года, «Ди Си Юнайтед» второй раз подряд вышел в Кубок чемпионов КОНКАКАФ. В 1998 году турнир был проведён в середине сезона в Соединённых Штатах, и клуб поставил перед собой задачу выиграть титул. После четвертьфинала, в котором «Юнайтед» со счётом 8:0 одержал победу над «Джо Паблик», «Юнайтед» сыграл против чемпиона Мексики 1997 года, «Леона», в конечном счёте американский клуб победил соперника со счётом 2:0 благодаря дублю Роя Ласситера.
В финале «Юнайтед» противостоял «Толуке», чемпиону Мексики 1998 года. На 41-й минуте гол Эдди Поупа принёс «Юнайтед» первый и на сегодняшний день их единственный Кубок КОНКАКАФ. На матче присутствовало 12607 зрителей. «Юнайтед» стал первой спортивной франшизой из Вашингтона, выигравшей континентальный турнир, и первым клубом MLS, выигравшим Кубок КОНКАКАФ. На сегодняшний день «Юнайтед» является одним из всего лишь двух американских футбольных клубов, которые выигрывали Кубок КОНКАКАФ.
Континентальный успех «Юнайтед» дополнился выступлением в Межамериканском кубке 1998, ныне не существующей серии плей-офф между чемпионами КОНКАКАФ и КОНМЕБОЛ с целью определить лучший футбольный клуб в Америке. Как победители Кубка чемпионов КОНКАКАФ 1998 «Юнайтед» встретился с обладателем Кубка Либертадорес, «Васко да Гама» из Бразилии. Первый матч был сыгран на Стадионе РФК, «Васко да Гама» выиграл с минимальным счётом. Ответный матч состоялся в декабре 1998 года на стадионе «Локхарт» в Форт-Лодердейле, штат Флорида. В этом матче «Юнайтед» сумел отыграться, выиграв со счётом 2:0 (2:1 — в итоге), таким образом клуб выиграл последний розыгрыш Межамериканского кубка.
Несмотря на два престижных континентальных титула, в 1998 году «Юнайтед» впервые не удалось выиграть национальный турнир. Финишировав со вторым лучшим результатом в регулярном сезоне, «Юнайтед» на 10 очков отстал от «Лос-Анджелес Гэлакси». «Юнайтед» вышел в финал Кубка MLS 1998 после победы над «Майами Фьюжн» в полуфинале Восточной конференции и победы над «Коламбус Крю» со счётом 2:1, «Юнайтед» третий раз выиграл Восточную конференцию. В финале предстояла встреча с «Чикаго Файр», новым клубом в MLS, «Юнайтед» проиграл со счётом 2:0, это было первое поражение команды в Кубке MLS.
С самого начала тренером «Ди Си Юнайтед» был Брюс Арена, но в октябре 1998 года Арена покинул команду, чтобы возглавить сборную США. Чтобы заменить Арену, руководство «Юнайтед» обратилось к Томасу Ронгену, который в первом сезоне MLS получил награду Тренер года, будучи у руля «Тампа-Бэй Мьютини». Ронген руководил «Юнайтед» на протяжении ещё одного успешного сезона, в котором клуб победил в Кубке MLS 1999, прошедшем в городе Фоксборо, штат Массачусетс.

### Перестройка (2000—2003)
Хотя это не было очевидным на то время, но уход Арены ознаменовал начало спада в игре команды. В то время, как клуб снова выиграл Кубок MLS в 1999 году под руководством тренера Томаса Ронгена, после 1999 сезона MLS существенно пересмотрела свои правила, касающиеся структурного формата лиги, в том числе зарплаты. Клуб был вынужден уволить несколько ключевых игроков и заменить их более молодыми и менее дорогими игроками. Этот «обновлённый» состав стал первым в истории «Ди Си Юнайтед», который не попал в Кубок MLS и не смог выйти в плей-офф. «Ди Си Юнайтед» завершил сезон MLS 2000 года с 18 поражениями, став вторым с конца после «Сан-Хосе Эртквейкс».
В 2001 году (в сезоне, в котором команда потерпела 16 поражений и заняла последнее место в Восточной конференции) после двух разочаровывающих сезонов руководство клуба уволило Ронгена и наняло бывшего главного тренера «Майами Фьюжн», Рея Хадсона, который остался без клуба после того, как команда была расформирована. Хадсон вывел «Фьюжн» на первое место в лиге с 16 победами, выиграв Supporters’ Shield. Несмотря на такие результаты, Хадсону не удалось существенно улучшить положение «Юнайтед» в его первый год на посту тренера. В дебютный сезон Хадсона «Юнайтед» занял последнее место в Восточной конференции третий год подряд. В 2003 году «Ди Си Юнайтед» наконец вышел плей-офф после трёхлетнего перерыва, но команда была обыграна в полуфинале «Чикаго Файр» со счётом 4:0 по сумме двух матчей.
Несмотря на выход в плей-офф, Хадсон был уволен после сезона 2003 года, перед началом сезона 2004 года его заменил Пётр Новак.

### Второй «золотой век», годы Новака (2004—2007)

#### Четвёртый Кубок MLS

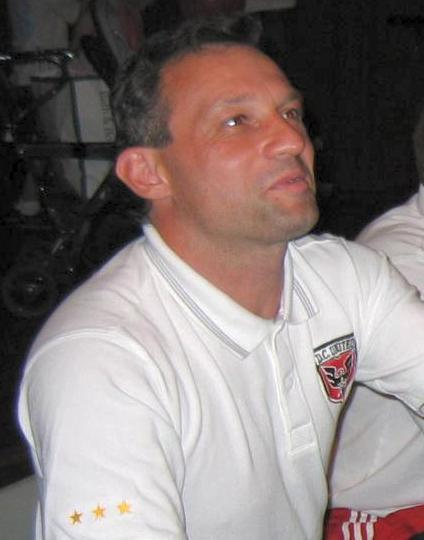
Пётр Новак

Эпоха Петра Новака и первые годы Тома Соуна статистически являются лучшими временами «Юнайтед» после того, как команда доминировала в лиге в конце 90-х. Завоевав Кубок MLS, два Supporters’ Shield и Открытый кубок, «Юнайтед» практически удвоил число своих трофеев в течение четырёх лет. 18 февраля 2004 года Новак возглавил тренерский штаб «Ди Си Юнайтед» после увольнения Рея Хадсона. Этот год был также отмечен приходом молодого таланта, Фредди Аду, которому в то время был всего лишь 14 лет. Подписав контракт с «Юнайтед», Аду стал самым молодым профессиональным спортсменом в американском спорте с 1887 года. Приход перспективного игрока стал новостью, о которой писали многие национальные газеты, также благодаря другим трансферным усилениям «Юнайтед» увеличилась посещаемость как домашних, так и выездных матчей. Один матч в результате собрал свыше 46000 зрителей, четвёртая по величине аудитория в истории «Юнайтед».
Первый сезон клуба под руководством Новака был омрачён травмами в том числе на тренировках, и некоторые игроки жаловались на методы Новака. Тем не менее, команда прибавила в конце сезона благодаря новому приобретению, аргентинскому полузащитнику Кристиану Гомесу, это позволило «Юнайтед» выйти в плей-офф Кубка MLS 2004 в качестве второй сеянной команды.

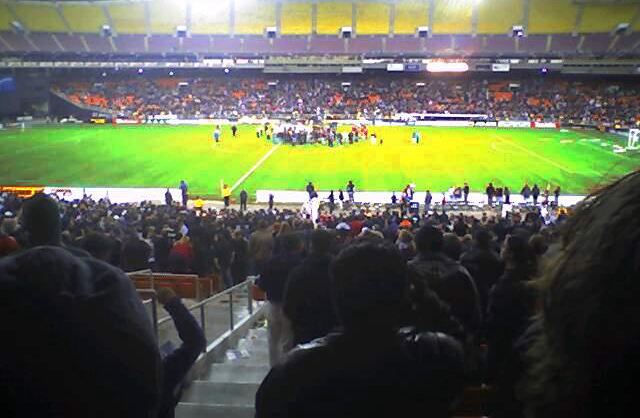
Игроки «Юнайтед» празднуют победу в Восточной конференции (6 ноября 2004 года)

«Юнайтед» пытался изменить недавние тенденции в плане своих плохих выступлений и порадовал своих болельщиков, заняв третье место в общем зачёте и второе место в Восточной конференции. В чемпионате Восточной конференции второй сеянный «Юнайтед» сыграл с четвёртым сеянным «Нью-Инглэнд Революшн» в матче, который был признан лучшим матчем в истории MLS. «Юнайтед» и «Революшн» в основное время сыграли вничью 3:3, на последних минутах игрок «Революшн», Пэт Нунэн, сумел сравнять счёт. Таким образом, исход матча должен был решиться в серии пенальти. Первые пробивающие (Стив Ролстон от «Революшн» и Бен Олсен от «Юнайтед») не реализовали свои удары, счёт забитым пенальти открыли Мэтт Рис и Сантино Куаранта. Третьи пробивающие, Тейлор Туэллмен и Фредди Аду также забили. Ситуация накалилась при четвёртом и пятом ударах, когда удар «Революшн» отбил вратарь, в то время как игрок «Юнайтед» попал в перекладину. Серия пенальти подошла к внезапной развязке, когда Клинт Демпси из «Революшн» не смог забить, а Брайан Кэрролл из «Юнайтед» принёс своей команде победу. Под звуки шума трибун игроки и персонал «Юнайтед» выбежали на поле, празднуя первый за пять лет выход в финал Кубка MLS.
В финале Кубка MLS 2004 года «Юнайтед» сыграл с победителем регулярного сезона Западной конференции, «Канзас-Сити Уизардс». «Волшебники» одержали победу со счётом 2:0 над «Лос-Анджелес Гэлакси» в финале Западной конференции, благодаря чему вышли в Кубок MLS. В 2004 году финал получил дополнительную огласку, так как «Юнайтед» впервые вышел в финал Кубка MLS за последние пять лет, а также в своём первом финале кубка сыграл перспективный Аду. Для «Уизардс», это был их первый выход в финал за четыре года, ранее они завоёвывали Кубок MLS 2000 года. «Волшебники» хорошо начали матч, полузащитник Хосе Бурсьяга-младший пробил с 25 метров, открыв счёт на шестой минуте матча. «Юнайтед» быстро отыгрался, «Уизардс» пропустили трижды в течение семи минут: на 19-й и 23-й минуте отличился Алеко Эскандарян (позднее он признался, что коснулся мяча рукой, когда забивал второй гол), а на 26-й минуте защитник «Волшебников» Алекс Зотинкэ срезал мяч в свои ворота. Таким образом, «Юнайтед» установил рекорд Кубка MLS, забив три гола за семь минут. Ситуация изменилась на 58-й минуте. В тот момент опорный полузащитник «Юнайтед», Дима Коваленко, принёс пенальти на ворота своей команды и получил красную карточку. Коваленко стал первым игроком в истории MLS, удалённым в финале Кубка. На сегодняшний день ни один другой игрок в истории Кубка MLS не был удалён в финале. Таким образом, нападающий «Уизардс», Джош Волфф, реализовал пенальти, сократив разрыв в счёте. Впоследствии «Юнайтед» на 65-й минуте заменил Эскандаряна на Аду. За последние 25 минут на поле Аду сделал несколько прорывов к штрафной площади соперника. Несмотря на атаки Аду, «Юнайтед» пришлось потратить большую часть последних 20 минут на защиту от наступления «Уизардс», которые постоянно оказывали давление на защитную линию соперника, проведя большое число волновых атак. Тем не менее, «Юнайтед» смогли отбить эти атаки и сохранить преимущество, за что команда удостоилась похвалы даже от тренера «Уизардс», Боба Ганслера. В итоге команда выиграла свой четвёртый Кубок MLS.

#### Победы в регулярном сезоне
После успеха «Ди Си Юнайтед» в Кубке MLS 2004 клуб снова вернулся на вершину MLS, этот период стал «вторым золотым веком» для «Юнайтед». В период между 2005 и 2008 годами «Юнайтед» практически удвоил число своих трофеев, выиграв Открытый кубок США 2008, а также два Supporters’ Shield за трёхлетний период. В частности, «Юнайтед» стал первым клубом MLS, который последовательно выиграл два Supporters' Shields благодаря победам в регулярных сезонах в 2006 и в 2007 году. Два Supporters’ Shields дали право «Юнайтед» участвовать в Кубках чемпионов КОНКАКАФ 2007 и 2008 годов, оба раза чёрно-красные дошли до полуфинала.
Кампания 2006 года стала одним из лучших регулярных сезонов в истории клуба, команда забила 52 гола (лучший результат), пропустив при этом только 38. К концу регулярного сезона «Юнайтед» взял верх над «Далласом», заработав в общей сложности 55 очков с 15 победами и обойдя «Даллас» на три очка. В том году также была предпринята попытка продать франшизу, однако, она провалились, в то время как другие клубы получили новых владельцев, например, соперники «Юнайтед» в Кубке Атлантики, «Метростарс», были проданы компании «Red Bull GmbH» и сменили название на «Нью-Йорк Ред Буллз».

### Новый спад (2008—2011)

#### Неудачи на национальной и международной арене

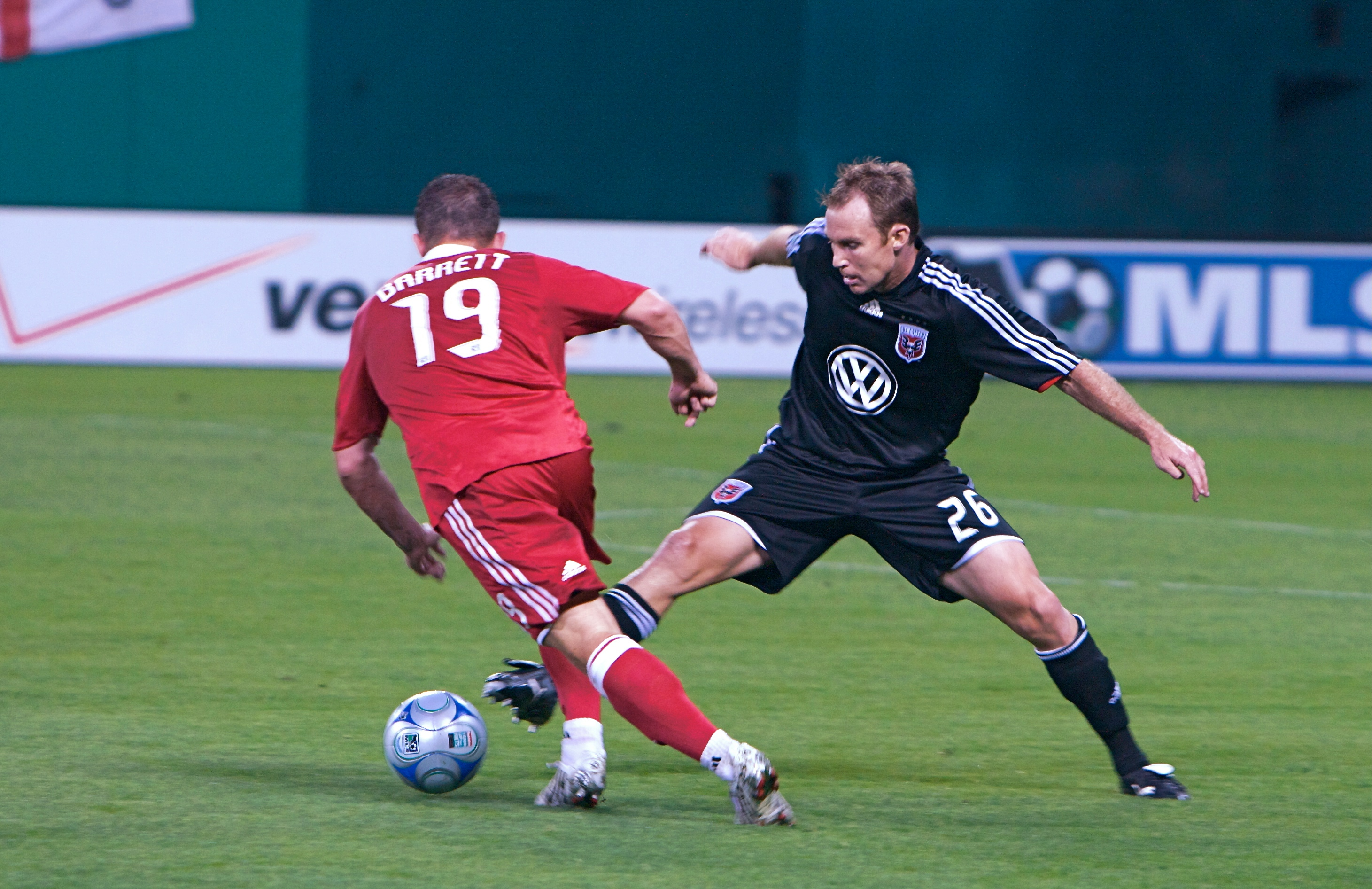
Хайме Морено пытается отобрать мяч у соперника

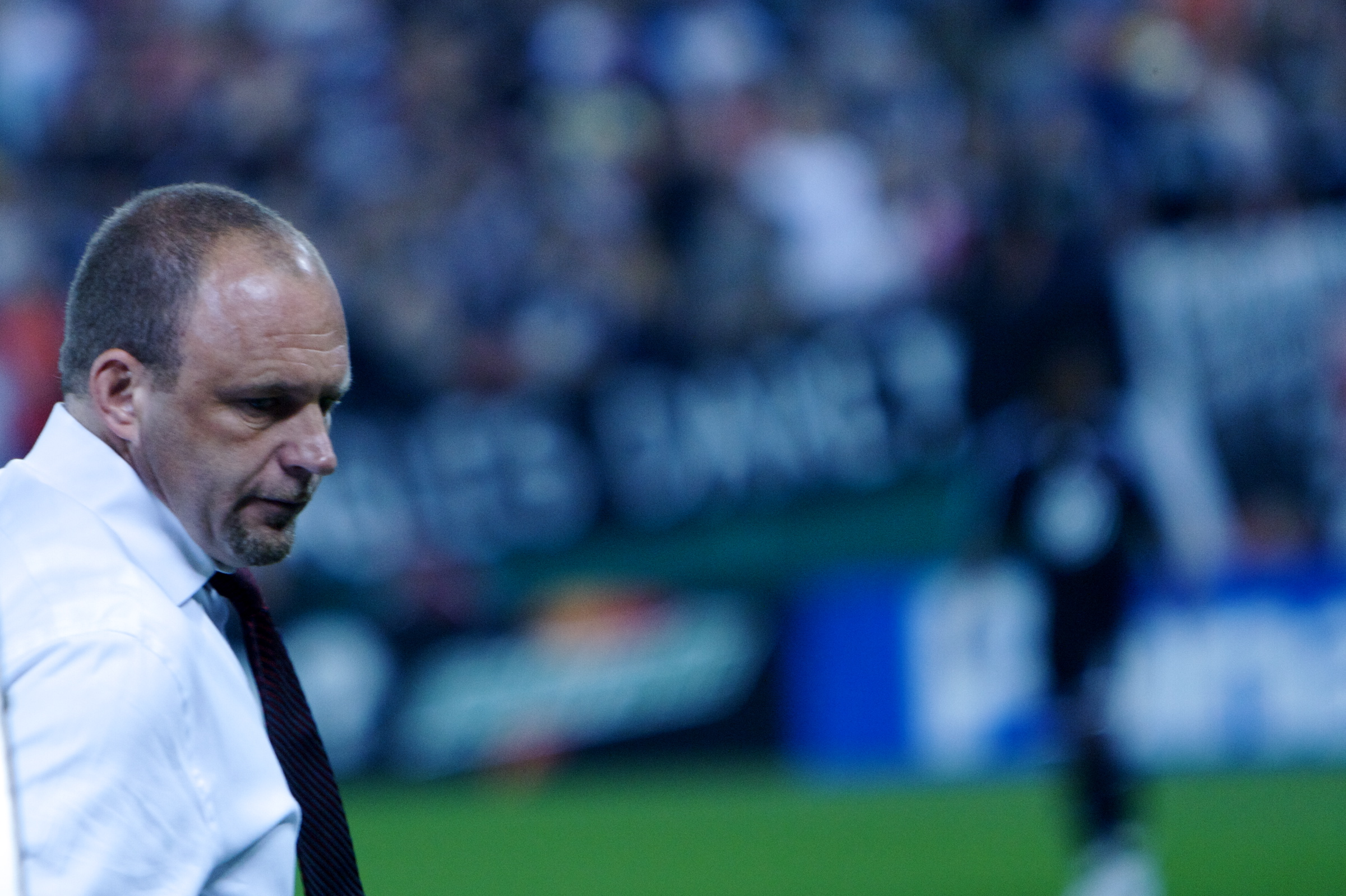
Том Соун (2008 год)

Для болельщиков и столичных СМИ 2008 год был отмечен общекомандным спадом, это означало конец «второго золотого века» клуба. Основанием для такого утверждения послужила неспособность «Юнайтед» защитить Supporters’ Shield. Кроме того, клуб не смог квалифицироваться в плей-офф впервые с 2002 года, заняв шестое место в Восточной конференции и 10-е в общем зачёте. Из-за плохих результатов команда заняла наиболее низкое место в турнирной таблице за последние пять лет.
Неубедительное выступление в лиге отразилось на выступлениях клуба на континентальной арене. Как обладатель Supporters’ Shield «Юнайтед» получил право на участие в первом этапе Лиги чемпионов КОНКАКАФ. КОНКАКАФ изменила название турнира и регламент, сделав по примеру Лиги чемпионов УЕФА. В Лиге чемпионов неудачи «Юнайтед» продолжились, клуб проиграл все матчи группового этапа, за исключением одной игры с «Саприссой» из Коста-Рики, которая завершилась вничью. «Юнайтед» занял последнее место в группе С.
Несмотря на плохое выступление в MLS и соревнованиях под эгидой КОНКАКАФ, «Юнайтед» преуспел в Открытом кубке США. Во время кампании 2008 года «Юнайтед» выиграл свой первый в истории Открытый кубок, победив «Чарлстон Бэттери» со счётом 2:1. Заняв первое место в регулярном сезоне, «Юнайтед» вступил в борьбу за трофей с третьего раунда. Клуб начал с победы над «Рочестер Райнос» из USL и над «Чикаго Файр» из MLS в третьем раунде и четвертьфинале соответственно. В полуфинале «Юнайтед» выиграл в дополнительное время у «Нью-Инглэнд Революшн». В финале «Юнайтед» победил «Чарлстон Бэттери» из Второго дивизиона USL, благодаря чему выиграл Открытый кубок второй раз в своей истории.
В сезоне 2009 года клуб играл лучше, что позволило выйти в плей-офф благодаря достаточно высокой позиции в регулярном сезоне MLS. Кроме того, «Юнайтед» прошёл через квалификацию Открытого кубка США и вышел в финальную часть турнира. После прохождения всех стадий турнира «Юнайтед» достиг финала Открытого кубка США второй год подряд и в четвёртый раз в своей истории. Соперниками были «Сиэтл Саундерс», организация матча подверглась жёсткой критике в плане определения места проведения, финал состоялся на Стадионе РФК. Матч закончился со счётом 2:1 в пользу «Саундерс». За команду из Сиэтла забили Фреди Монтеро и Роджер Левеск, в то время как «Юнайтед» усилиями Клайда Симмса забил лишь гол престижа. В середине второго тайма на поле начались беспорядки из-за того, что вратарь «Юнайтед», Джош Викс, намеренно наступил на руку Монтеро после того, как тот открыл счёт на 67-й минуте. Через две минуты Викс был удалён с поля, в результате чего «Юнайтед» провёл вынужденную замену: вместо Кристиана Гомеса вышел резервный вратарь, Милош Коцич. После матча Федерация футбола США дисквалифицировала Викса на пять матчей Открытого кубка.
Одержав победу в Открытом кубке США 2008 года, «Юнайтед» вышел в Лигу чемпионов КОНКАКАФ. Команда лучше сыграла в своей второй кампании Лиги чемпионов, выиграв три матча при одной ничье и двух поражениях. Однако, несмотря на эти победы, «Юнайтед» занял третье место в группе и не прошёл в четвертьфинал. До Лиги чемпионов КОНКАКАФ 2011/12 «Юнайтед» имел самое высокое количество очков в групповом этапе среди команд, не вышедших в плей-офф.

#### 2010: последнее место в чемпионате
После неудачных попыток клуба выйти в плей-офф Кубка MLS в течение двух последовательных сезонов Том Соун подал в отставку с должности главного тренера. Соун стал спортивным директором клуба «Ванкувер Уайткэпс» (тогда этот клуб ещё не входил в MLS). «Ди Си Юнайтед» нанял бывшего главного тренера «Канзас-Сити Уизардс», Кёрта Оналфо, чтобы заменить Соуна. Оналфо, который играл за «Юнайтед» в 1990-х годах, стал первым бывшим игроком клуба, нанятым в качестве главного тренера. Бен Олсен, который закончил карьеру игрока в 2009 году, был нанят в качестве помощника для Оналфо, Стив Сэмпсон, который был помощником Соуна, также остался в тренерском штабе.
Пребывание у руля команды Оналфо было коротким и неудачным. Сезон 2010 года отличился худшим результатом в регулярном сезоне в истории команды. Команде удалось выиграть только шесть матчей сезона из 30 возможных, при этом было проиграно 20 матчей. «Юнайтед» забил лишь 21 гол, самый низкий показатель в истории регулярного сезона MLS. Средняя посещаемость матчей «Юнайтед» упала до 14500 человек на матч. Оналфо был уволен ещё до конца сезона, 4 августа 2010 года, исполняющим обязанности тренера команды был назначен Бен Олсен. С Олсеном в течение последних 10 матчей регулярного сезона команда выиграла три, шесть сыграла вничью.
Несмотря на плохие результаты в сезоне, клуб добился относительного успеха в Открытом кубке США 2010, где дошёл до полуфинала, уступив будущему вице-чемпиону, «Коламбус Крю».

### Настоящее время

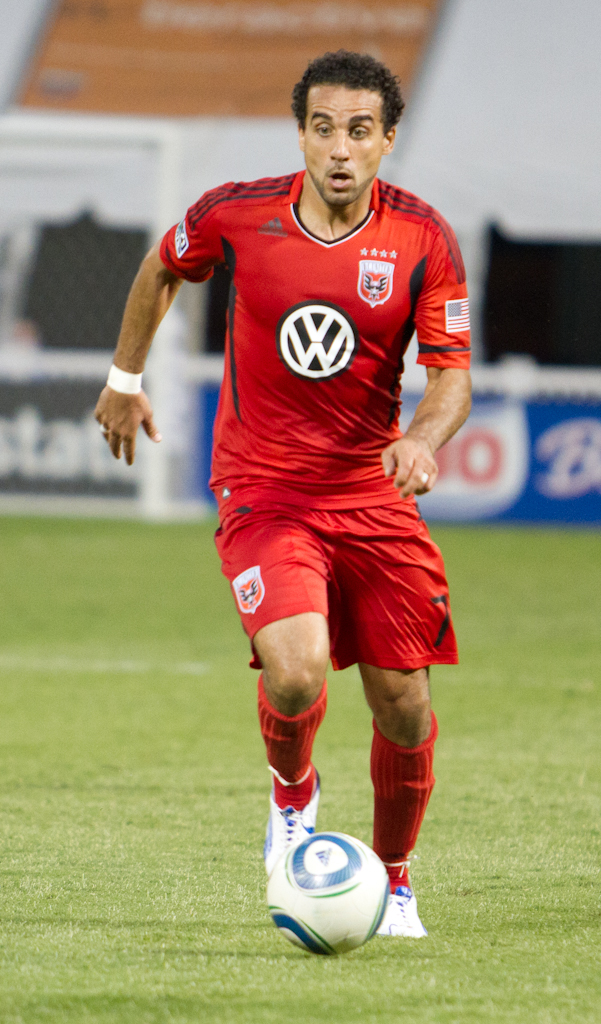
Дуэйн Де Розарио — один из лидеров команды по голам

После плохого сезона 2010 года руководство «Ди Си Юнайтед» обязалось обновить состав и персонал клуба. Бен Олсен подписал с клубом трёхлетний контракт на постоянной основе, были уволены такие игроки, как Хуан Мануэль Пенья и Хайме Морено, оба из которых в итоге завершили карьеру. Клуб совершил три крупных приобретений в межсезонье, купив форварда «Спортинг Канзас-Сити», Джоша Волффа, и нападающего «Хьюстон Динамо», Джозефа Нгвенью, а затем в феврале 2011 года после продолжительных торгов был арендован нападающий сборной США, Чарли Дэвис, контракт игрока принадлежал французскому клубу Лиги 1, «Сошо».

#### 2012: «Ди Си Юнайтед» возвращается в плей-офф
Летом 2012 года Эрик Тохир и Джейсон Левин, миноритарные партнёры по акциям клуба НБА «Филадельфия Севенти Сиксерс», присоединились к группе владельцев «Ди Си Юнайтед», «William Chang’s». В их планы входило спонсирование «Юнайтед», а также главная цель — приобретение для команды нового футбольного стадиона.
21 октября 2012 года «Ди Си Юнайтед» победил «Коламбус Крю» на Стадионе РФК со счётом 3:2 и вернулся в плей-офф Кубка MLS впервые за пять лет. «Юнайтед» оказался сильнее «Нью-Йорк Ред Буллз» в полуфинале конференции и прошёл в финал Восточной конференции, где был обыгран «Хьюстон Динамо» со счётом 4:2 по сумме двух матчей.
Матч полуфинала конференции против «Ред Буллз» был перенесён из-за урагана «Сэнди». Шторм нанёс большие убытки Нью-Йорку, из-за чего было невозможно начать серию из двух игр в Нью-Йорке в соответствии с графиком. MLS с согласия «Юнайтед» изменила порядок домашних и выездных матчей. Первая игра состоялась в Вашингтоне, и, таким образом, преимущество «Юнайтед», высшей сеянной команды, как принимающей стороны во втором решающем матче было потеряно. В ночь перед вторым перенесенным матчем в Нью-Йорке начался снегопад, и после неэффективной уборки снега матч был отложен. Игра, наконец, состоялась в следующую ночь, Ник Делеон замкнул передачу от Робби Расселла, принеся победу «Ди Си Юнайтед».
27 ноября стало известно, что президент «Юнайтед» Кевин Пейн покинет клуб, который основал для того, чтобы стать президентом «Торонто».

##### 2013: худший сезон
После успешного сезона 2012 году последовал худший сезон в истории клуба. В 2013 году клуб установил антирекорд лиги, выиграв только три из 34 игр регулярного сезона и забив в среднем ещё меньше голов за игру, чем в 2010 году. Несмотря на плохую игру команды в чемпионате, «Ди Си Юнайтед» выиграл свой первый трофей с 2008 года — Открытый кубок США 2013 года, победив в финале с минимальным счётом «Реал Солт-Лейк» благодаря голу Льюиса Нила. Этот титул означал, что «Юнайтед» вернётся в Лигу чемпионов КОНКАКАФ в 2014 году после пятилетнего перерыва.

#### 2014: возвращение в континентальные турниры
По итогам сезона 2013 года состав команды снова претерпел кардинальные изменения. Команда купила Стива Бирнбаума, в «Юнайтед» вернулся Бобби Босуэлл, а также в статусе свободных агентов пришли Шон Франклин и Фабиан Эспиндола. Также в межсезонье команду пополнили опытные Дейви Арно, Джефф Парк, Эдди Джонсон и Крис Ролф. В то время как 2013 год принёс «Юнайтед» самый резкий спад за один сезон в истории MLS, команде в 2014 году удалось добиться наибольшего подъёма в истории лиги. Команда выиграла Восточную конференцию, но в плей-офф проиграла «Нью-Йорк Ред Буллз». Тренер Бен Олсен был признан тренером года MLS, а Билл Хамид получил награду лучшего вратаря лиги. Команда также успешно выступила в Лиге чемпионов КОНКАКАФ 2014/15: заняла первое место в групповом этапе, выиграв все матчи. Однако в четвертьфинале «Юнайтед» проиграл «Алахуэленсе» с общим счётом 6:4.
2014 год закончился позитивно для клуба, поскольку правительство округа Колумбия одобрило план покупки земли в Баззард-Пойнт для строительства нового стадиона, которое будет финансироваться командой и её владельцами.

#### С 2015
В 2015 году «Юнайтед» вышел в плей-офф MLS 2015 года. Клуб выиграл первый раунд плей-офф, победив «Нью-Инглэнд Революшн» дома, но проиграл во втором раунде «Нью-Йорк Ред Буллз». В декабре 2015 года «Юнайтед» представил новый логотип своей команды. Команда снова вышла в плей-офф MLS в 2016 году, но уступила «Монреаль Импакт» в первом раунде. В 2017 году «Ди Си Юнайтед» пропустил плей-офф и занял последнее место в Восточной конференции. Сезон 2017 года стал последним для клуба на стадионе РФК. Бен Олсен был главным тренером до 2020 года. Его заменил Эрнан Лосада, первый латиноамериканский тренер клуба. 8 июня 2021 года «Юнайтед» объявил, что со следующего года выставит женскую команду для участия в новой женской лиге USL. 20 апреля 2022 года Лосада был уволен после четырёх поражений подряд. 12 июля 2022 года главным тренером «Ди Си Юнайтед» был назначен Уэйн Руни.

## Цвета и символика
Цвета команды и оригинальный логотип наряду с символикой других десяти первых команд MLS были обнародованы 17 октября 1995 года во время презентации в Нью-Йорке. Чёрный и белый стали основными цветами «Ди Си Юнайтед», хотя прозвище команды звучит как «Чёрно-красные». Красный цвет используется в домашней форме, в то время как белый является основным цветом выездного комплекта. Три полосы вдоль плеч: белые — дома, чёрные — на выезде (первоначально на передней части футболки), по ошибочному мнению, представляют три юрисдикции Вашингтонской агломерации: Вашингтон, округ Колумбия, штат Виргиния и Мэриленд; на самом деле это своеобразная метка производителя формы, «Adidas». На футболке расположен логотип спонсора команды, которым является немецкая автомобильная компания «Volkswagen». В 2011 году команда представила преимущественно красный третий комплект с чёрными вкраплениями, который она использует в среднем минимум четыре раза в сезон. Команда также ранее использовала белую выездную форму с красными полосами. Белый и красный цвета символизируют флага округа Колумбия, полосы, в свою очередь, схожи с теми, которые используются на флаге. Вратари обычно носят красную или зелёную цветную футболку.

Эмблема клуба до конца сезона 2015

Оригинальная эмблема команды была создана в 1996 году. Она состояла из названия команды, «Ди Си Юнайтед», расположенным над чёрным белоголовым орланом на красном фоне. Его голова смотрит вправо, он сжимает в когтях три футбольных мяча, наложенных на три белые звезды. Три звезды с мячами как раз и представляли юрисдикцию трёх регионов. Орёл — национальная птица Соединённых Штатов — символизирует многие качества команды, в том числе скорость и мощность. Этот оригинальный логотип был переработан перед сезоном 1998 года. На нынешней эмблеме орёл уже смотрит влево, из-под него были убраны три звезды, метафора была сохранена тремя поднятыми перьями на крыльях. В центре тела орла расположена золотистая звезда и футбольный мяч, что символизирует победу команды в первом Кубке МЛС в 1996 году. Логотип также может быть украшен сверху четырьмя золотыми звёздами, представляющими победы в Кубках MLS.
11 декабря 2015 года «Ди Си Юнайтед» представил свой обновлённый логотип. Это стало лишь вторым изменением эмблемы за двадцатилетнюю историю клуба. Элементы «звёзды и полосы» позаимствованы с флага города Вашингтон, которые, в свою очередь, происходят от семейного герба президента Джорджа Вашингтона, датируемого 1559 годом.

### Форма

#### Домашняя
| 1996—1998 | 1998—2000 | 2000—2002 | 2002—2004  | 2004—2006 | 2006—2008 | 2008—2010 | 2010—2012 | 2012—2014 | 2014—2016 | 2016—2018 |
| 2018—2020 | 2020—2022 | 2022—2024 | 2024—н. в. |           |           |           |           |           |           |           |

#### Выездная
| 1996—1998 | 1998—1999 | 2000—2003 | 2003—2005  | 2005—2006 | 2006—2008 | 2008—2010 | 2010—2012 | 2012—2015 | 2015—2017 | 2017—2019 |
| 2019—2021 | 2021—2023 | 2023—2025 | 2025—н. в. |           |           |           |           |           |           |           |

#### Резервная
| 1997—1998 | 2010—2013 |

##### Специальная
| 2007 |

Источники:,

### Экипировка
| Период     | Производитель | Период     | Титульный спонсор | Период     | Рукавный спонсор |
| ---------- | ------------- | ---------- | ----------------- | ---------- | ---------------- |
| 1996—н. в. | Adidas        | 1996—2002  | MasterCard        | 2023—н. в. | Apple TV+        |
| 1996—н. в. | Adidas        | 2005—2008  | Sierra Mist       | 2023—н. в. | Apple TV+        |
| 1996—н. в. | Adidas        | 2008—2014  | Volkswagen        | 2023—н. в. | Apple TV+        |
| 1996—н. в. | Adidas        | 2014—2022  | Leidos            | 2023—н. в. | Apple TV+        |
| 1996—н. в. | Adidas        | 2022—2024  | XDC Network       | 2023—н. в. | Apple TV+        |
| 1996—н. в. | Adidas        | 2024—н. в. | Guidehouse        | 2023—н. в. | Apple TV+        |

## Стадион

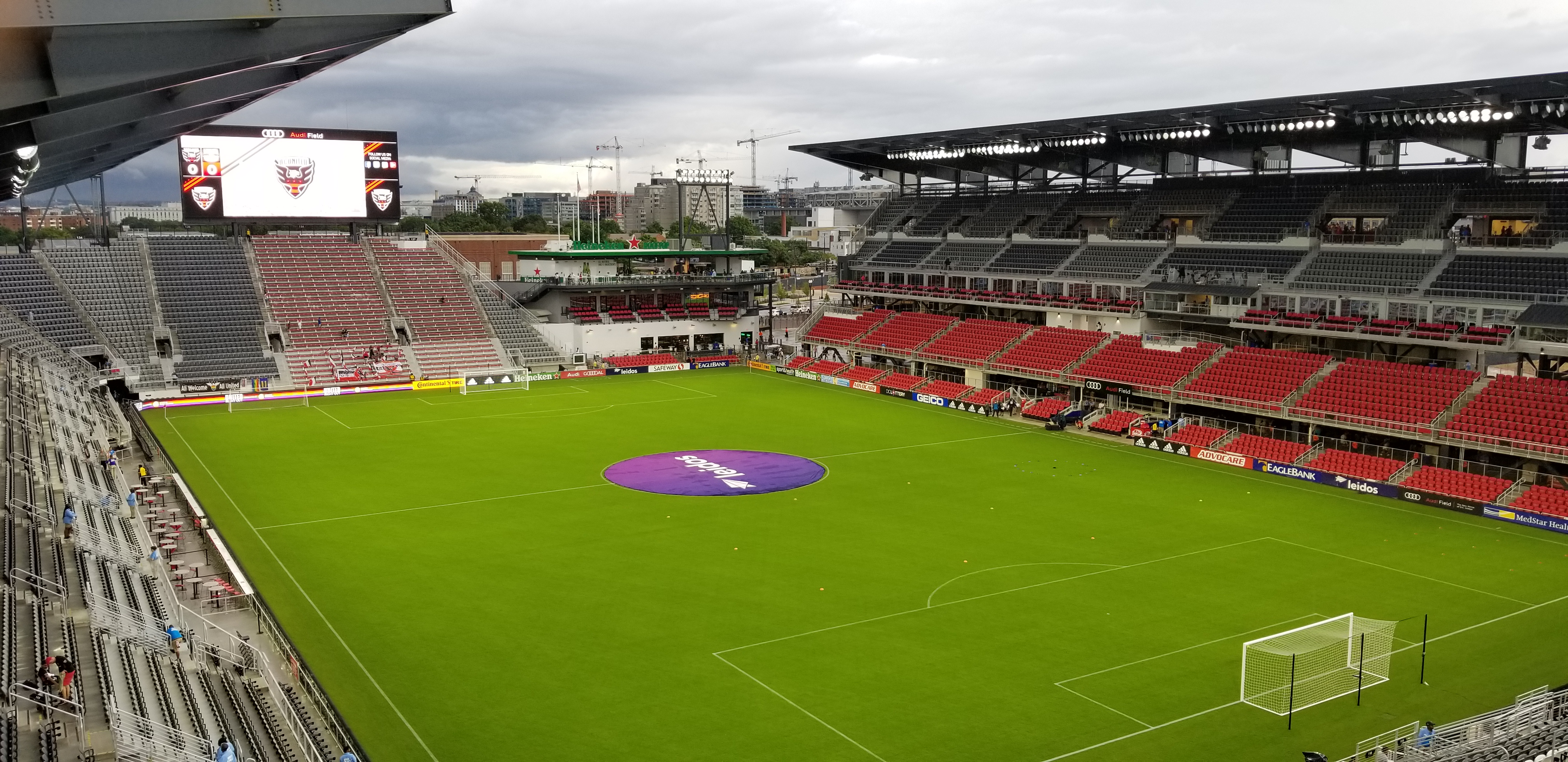
«Ауди Филд» (25 июля 2018)

«Роберт Ф. Кеннеди Мемориэл Стэдиум» являлся домашним стадионом «Ди Си Юнайтед» с момента основания клуба в 1996 году. РФК был построен в 1961 году для игр в бейсбол и американский футбол. До 1996 года он периодически принимал футбольные матчи, в том числе Соккер Боул 1980, Суперкубок Италии 1993 и пять матчей чемпионата мира 1994. Когда бейсбольная команда «Вашингтон Нэшионалс» делила поле с «Ди Си Юнайтед» с 2005 по 2007 год, было много критики по поводу проблем с игровой поверхностью и даже размерами поля. Тренировочный комплекс «Ди Си Юнайтед» расположен к северу от стадиона, там также играет резервная команда.
Несколько региональных университетских стадионов были использованы командой для матчей Открытого кубка США, в том числе стадион «Клекнер» в Шарлотсвилле, Виргиния — в сезоне 1996 года и стадион Джорджа Мейсона в Фэрфаксе, Виргиния — в сезоне 2010 года. Кроме того, команда также использует стадион «Мэриленд Соккерплекс», Джермантаун, Мэриленд, с момента его открытия в 2001 году для первых раундов игр Открытого кубка США и Лиги чемпионов КОНКАКАФ. Выставочные игры также проводились на соседнем стадионе «Федэкс-филд», Лендовер, Мэриленд.
В июле 2006 года «Ди Си Юнайтед» предложил построить новый стадион на берегу реки Анакостия в рамках плана реконструкции парка Анакостия. Однако споры с городскими чиновниками относительно предложения заставили команду рассмотреть другие идеи. В феврале 2009 года команда объявила о планировании нового стадиона в соседнем округе Принс-Джорджес, штат Мэриленд, недалеко от «Федэкс-филд». В ходе планирования стадиона «Ди Си Юнайтед» возникла похожая проблема, когда Совет округа решил отправить письмо Генеральной Ассамблеи Мэриленда с просьбой отклонить план. Опасения, что отсутствие нового стадиона может привести к переезду команды, вызвали протесты 9 мая 2009 года.
В октябре 2009 года «The Baltimore Sun» сообщила, что мэр Балтимора, Шейла Диксон попросила Администрацию стадионов Мэриленд изучить возможность строительства 17000—20000-местного футбольного стадиона, который сможет служить в качестве постоянной домашней арены «Ди Си Юнайтед», а также принимать концерты, игры в лякросс и другие мероприятия. Целью этого было привлечение «Ди Си Юнайтед» в Балтимор. Предлагаемый спортивный комплекс, в соответствии с письмом Диксон, будет частью «зелёного многофункционального проекта» с доступом к магистралям легкорельсового транспорта. Потенциальное место для стадиона займёт 170000 м², по проекту Westport Waterfront. Технико-экономическое обоснование было заказано Администрацией стадионов Мэриленда, как и ожидалось, оно было составлено в декабре 2010 года. Позднее поступили два варианта постройки стадиона в Вашингтоне: на Баззард-Пойнт или в рамках реконструкции «Кэпитал Сити Маркет».
25 июля 2013 года было подписано предварительное соглашение, по итогам которого 20000—25000-местный стадион стоимостью $ 300 млн будет построен на Баззард-Пойнт. Новый стадион в соответствии с контрактом с Audi решили назвать «Ауди Филд» и запланировали к открытию в 2018 году. 9 июля 2018 года состоялась церемония открытия стадиона, а 14 июля на нём состоялся первый матч между «Юнайтед» и «Ванкувер Уайткэпс».

## Клубная культура

### Болельщики и талисман

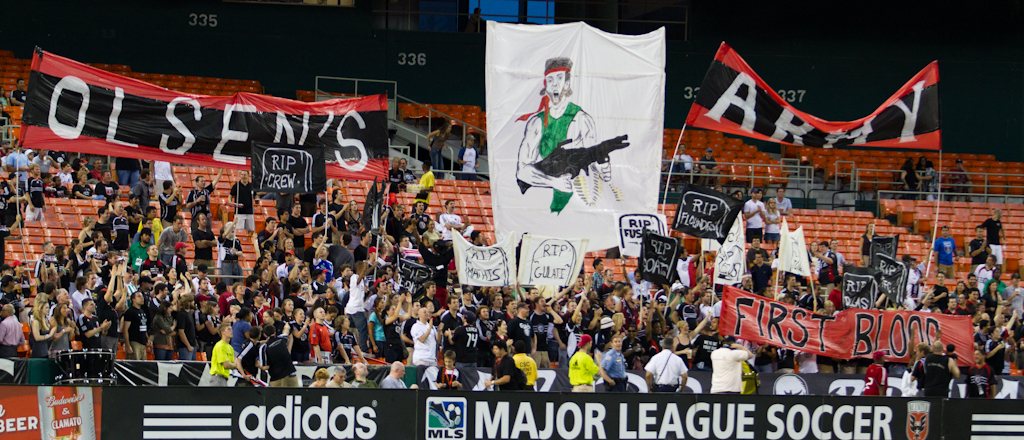
Баннеры фанатов «Юнайтед» на матче с «Далласом»

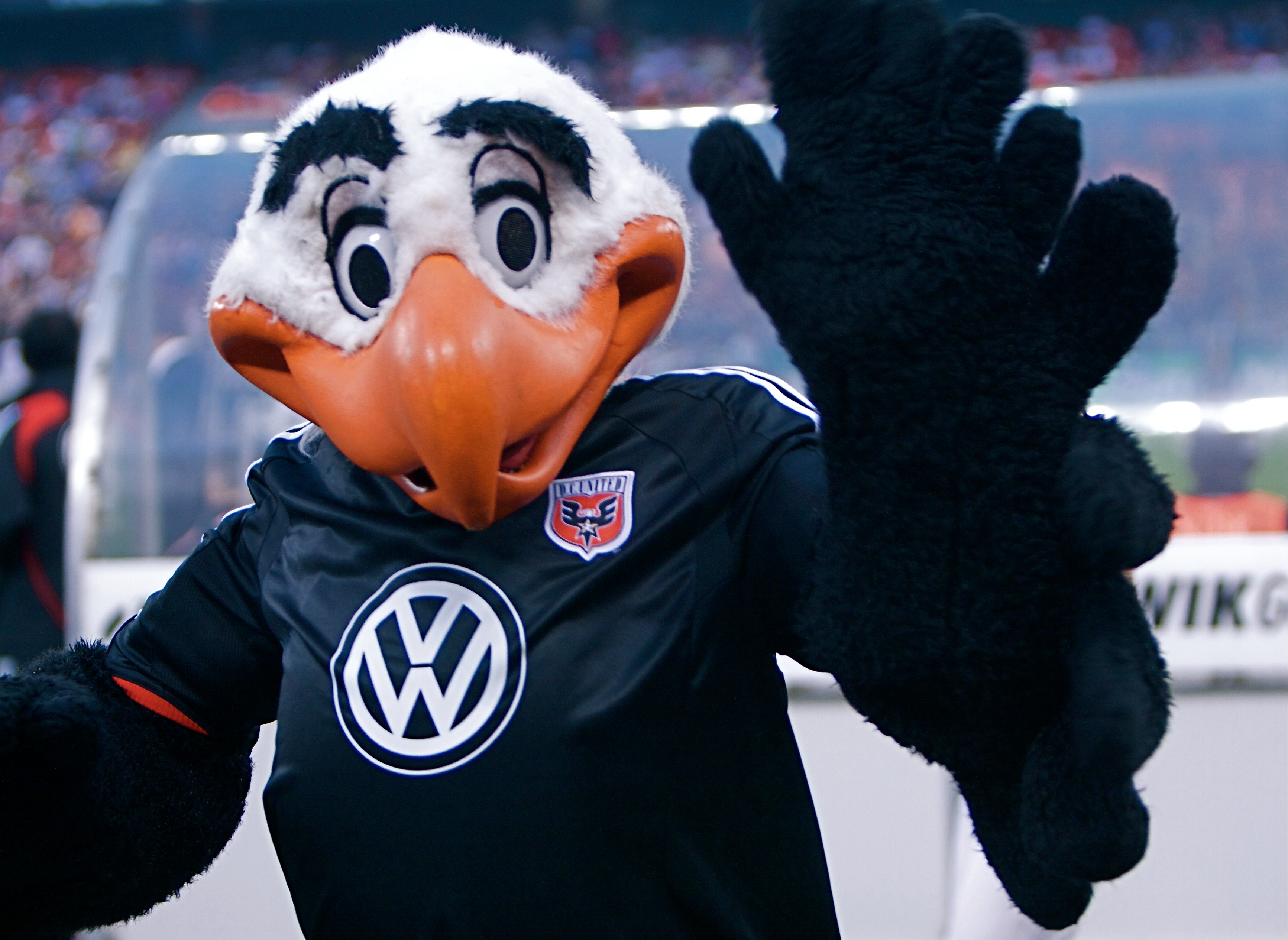
Талон — талисман клуба

У «Ди Си Юнайтед» есть четыре основные группы болельщиков: «La Barra Brava» (рус. Храбрые Фанаты), «Screaming Eagles» (рус. Кричащие Орлы), «La Norte» и «District Ultras». Каждая группа занимает определённую часть домашнего стадиона. «La Barra Brava» была основана в 1995 году в Вашингтоне фанатами-выходцами из Латинской Америки, в основном боливийскими иммигрантами, которые поддерживали таких игроков «Юнайтед», как Марко Этчеверри и Хайме Морено. Они стремятся привнести южноамериканский колорит домашним играм. Все четыре фанатских группировки на домашние матчи заходят через задние двери, и также известны своим пением во время игр. «La Norte», которая взяла название от своего местоположения на северной стороне стадиона, известна своими вымпелами, большим барабаном и преследованием болельщиков соперников.
Талисманом «Ди Си Юнайтед» является Талон, антропоморфный белоголовый орлан.

### Соперничества
Изначальным соперником «Ди Си Юнайтед» является «Нью-Йорк Ред Буллз». Две команды ежегодно соревнуются в рамках Атлантического кубка MLS, турнир проходит между двумя клубами. Кубок присуждается команде, которая получает наибольшее количество очков в очных встречах на протяжении всего сезона. Также возрастает роль соперничества с «Филадельфия Юнион», так как две команды представляют города, которые разделяют только 190 км. «Ди Си Юнайтед» также выделяется среди команд MLS уникальным соперничеством с «Чарлстон Бэттери» из USL, они соревнуются каждый год в рамках Кубка кофейника, турнира, учреждённого болельщиками двух команд.

## Владельцы

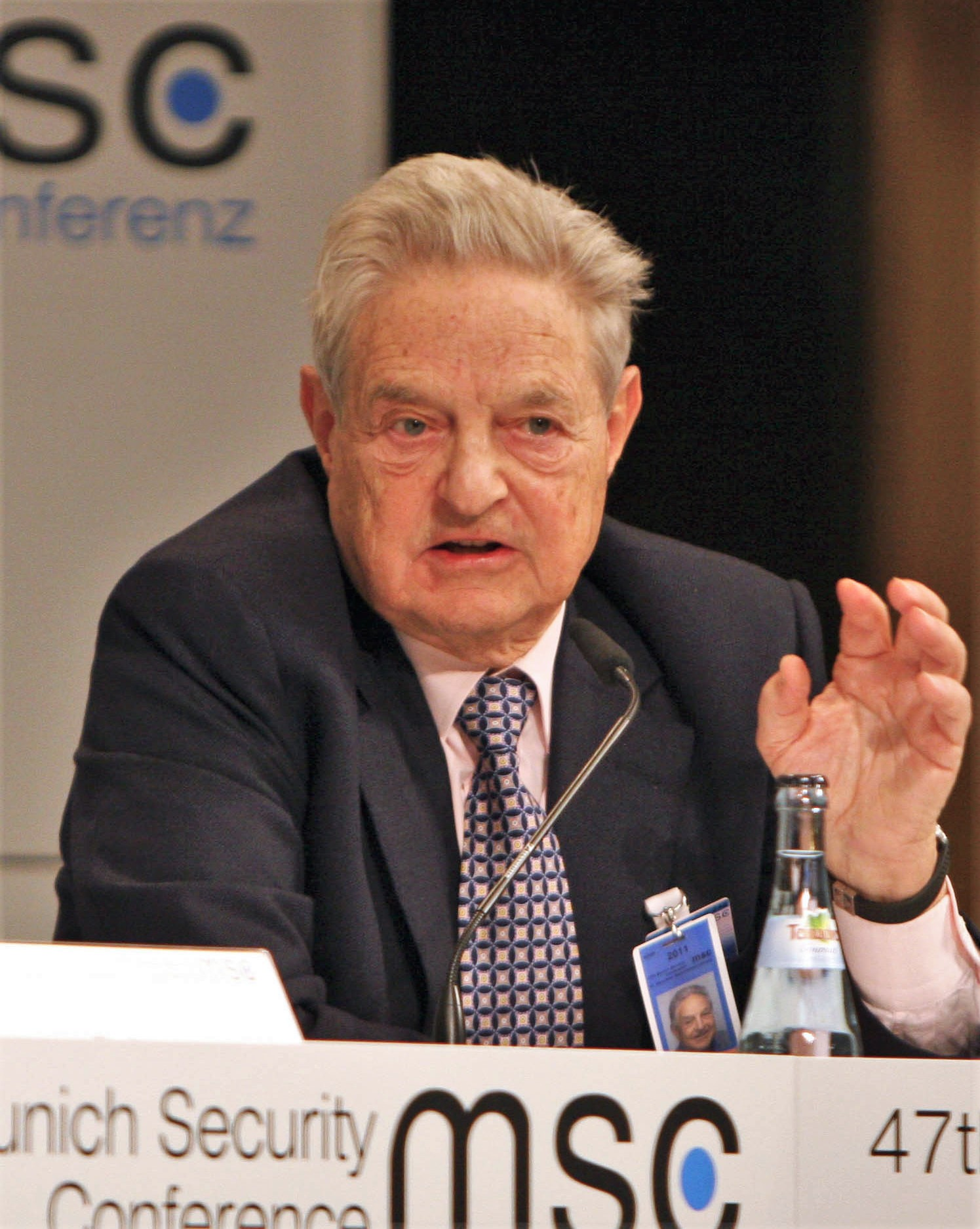
Джордж Сорос — директор группы, владевшей правами на «Ди Си Юнайтед»

Инвестор-миллиардер Джордж Сорос был основным финансовым спонсором и директором «Washington Soccer L.P.», группы, которая владела правами на клуб «Ди Си Юнайтед» с момента основания лиги в 1995 году. Кевин Пейн, бывший президент «Soccer USA Partners» и нынешний генеральный директор «Ди Си Юнайтед», сыграл важную роль в организации группы владельцев. К 1998 году группа искала новых инвесторов, а 15 февраля 2001 года он согласился продать команду «Anschutz Entertainment Group» (AEG), основанную колорадским миллиардером Филиппом Аншуцом, AEG стал единственным инвестором команды 8 января 2002 года. AEG, которая также владеет такими клубами MLS, как «Лос-Анджелес Гэлакси» и «Хьюстон Динамо», инвестировала в команду до 2007 года. В мае 2007 года «Юнайтед» вступил в первоначальное годичное стратегическое партнёрство с бразильским клубом «Атлетико Минейро». Целью партнёрства является повышение спортивного и коммерческого успеха, создание новых возможностей для соответствующих клубов путём обмена опытом и информацией.
8 января 2007 года права на «Ди Си Юнайтед» были проданы «DC United Holdings», новообразованной группе предприятий, которая включала девелопера Виктора Макфарлейна, основателя «MacFarlane Partners»; и Уильяма Чанга, председателя «Westlake InternationalGroup». Среди других инвесторов — президент «Ди Си Юнайтед» Кевин Пейн и «Blue Devil Development» во главе с бывшими баскетболистами «Дьюк Блю Девилз» Брайаном Дэвисом и Кристианом Леттнером. В апреле 2009 года после провала двух предложений по стадионам Виктор Макфарлейн продал свою долю акций команды партнёру, Уильяму Чангу. В октябре 2009 года Чанг также выкупил акции Дэвиса и Леттнера и теперь полностью контролирует команду. Чанг также является одним из основных инвесторов клуба Главной лиги бейсбола «Сан-Франциско Джайентс». В июле 2012 года Эрик Тохир и Джейсон Левин, миноритарные партнёры по акциям клуба НБА «Филадельфия Севенти Сикстерс», присоединились к группе владельцев клуба «William Chang’s». Левин и Тохир заявили, что их основной целью является создание глобального бренда «Юнайтед» и предоставление клубу футбольного стадиона. 7 июня 2021 года новым инвестором клуба стал игрок НФЛ Марк Ингрэм-младший.

## Спонсоры
| Сезон      | Форма  | Спонсор     | Ссылка  |
| ---------- | ------ | ----------- | ------- |
| 1996—2001  | Adidas | MasterCard  | [ 111 ] |
| 2002—2004  | Adidas | —           | [ 111 ] |
| 2005—2007  | Adidas | Sierra Mist | [ 111 ] |
| 2008—2013  | Adidas | Volkswagen  | [ 20 ]  |
| 2014—2021  | Adidas | Leidos      | [ 112 ] |
| 2022—2023  | Adidas | XDC Network | [ 113 ] |
| 2024—н. в. | Adidas | Guidehouse  | [ 114 ] |

С февраля 2024 года титульным спонсором клуба является Guidehouse, международная компания, предоставляющая профессиональные услуги на основе искусственного интеллекта.
«Volkswagen Group of America», американский филиал концерна «Volkswagen», являлся основным спонсором «Ди Си Юнайтед» с 2008 по 2013 год. Логотип автомобильной компании был изображён на передней части формы команды. «Volkswagen» согласился выплатить более $ 14 млн в течение пяти лет, начиная с 6 мая 2008 года. Сделка являлась второй по дороговизне в истории MLS. В рамках спонсорства «Volkswagen» предоставлял бесплатную парковку первым 50 автомобилям «Volkswagen» на каждой домашней игре «Ди Си Юнайтед».

## СМИ
«Comcast SportsNet Mid-Atlantic» ведёт телетрансляцию матчей «Ди Си Юнайтед» в Вашингтоне с 1996 года, и в настоящее время контракт действителен до 2016 года. По условиям последнего контракта, подписанного во время сезона 2013 года, CSN обязан показать 16 матчей за сезон и может принять решение показать больше. Спортивный журналист Дейв Джонсон и бывший игрок «Юнайтед» Джон Харкс комментируют игры команды. В качестве экспертов также приглашались Томас Ронген, Гордон Брэдли, Клинт Пиэй и Гарт Лагеруэй.
Некоторые матчи транслировались на национальных каналах ESPN2, «NBC Sports Network» и на испаноязычном «Galavision».
Абсолютно все матчи транслируются по радио на WILC на испанском языке, а также в Интернете. Оскар Бургос комментирует матчи по радио, в то время как Джоэл Навас и Милтон Рендерос анализируют игры «Юнайтед».

## Текущий состав
| 1  | Флаг Республики Корея | Вр  | Ким Джун Хон   | 2003 |  |  |  |  |  |
| 13 | Флаг США              | Вр  | Луис Барраса   | 1996 |  |  |  |  |  |
| 24 | Флаг США              | Вр  | Джордан Фарр   | 1994 |  |  |  |  |  |
|    |                       |     |                |      |  |  |  |  |  |
| 3  | Флаг США              | Защ | Лукас Бартлетт | 1997 |  |  |  |  |  |
| 4  | Флаг Финляндии        | Защ | Матти Пелтола  | 2002 |  |  |  |  |  |
| 5  | Флаг Канады           | Защ | Лукас Макнотон | 1995 |  |  |  |  |  |
| 12 | Флаг США              | Защ | Коннер Энтли   | 1995 |  |  |  |  |  |
| 15 | Флаг Австралии        | Защ | Кай Роулс      | 1998 |  |  |  |  |  |
| 16 | Флаг США              | Защ | Гаррисон Таббс | 2002 |  |  |  |  |  |
| 18 | Флаг США              | Защ | Дерек Додсон   | 1998 |  |  |  |  |  |
| 22 | Флаг Гватемалы        | Защ | Эрон Эррера    | 1997 |  |  |  |  |  |
| 28 | Флаг Австрии          | Защ | Давид Шнегг    | 1998 |  |  |  |  |  |
|    |                       |     |                |      |  |  |  |  |  |
| 6  | Флаг Камеруна         | ПЗ  | Борис Эноу     | 2000 |  |  |  |  |  |
| 8  | Флаг США              | ПЗ  | Джаред Страуд  | 1996 |  |  |  |  |  |
| 10 | Флаг Бразилии         | ПЗ  | Габриэл Пирани | 2002 |  |  |  |  |  |

| 11 | Флаг Коста-Рики | ПЗ  | Рандаль Леаль              | 1997 |  |  |  |  |  |
| 23 | Флаг США        | ПЗ  | Брэндон Сервания           | 1999 |  |  |  |  |  |
| 25 | Флаг США        | ПЗ  | Джексон Хопкинс            | 2004 |  |  |  |  |  |
| 44 | Флаг Канады     | ПЗ  | Рида Зухир                 | 2003 |  |  |  |  |  |
| 77 | Флаг Японии     | ПЗ  | Хосэй Кидзима              | 2002 |  |  |  |  |  |
|    |                 |     |                            |      |  |  |  |  |  |
| 7  | Флаг Бразилии   | Нап | Жуан Пеглоу                | 2002 |  |  |  |  |  |
| 14 | Флаг Сенегала   | Нап | Доминик Баджи              | 1992 |  |  |  |  |  |
| 17 | Флаг США        | Нап | Джейкоб Маррелл            | 2004 |  |  |  |  |  |
| 20 | Флаг Бельгии    | Нап | Кристиан Бентеке (капитан) | 1990 |  |  |  |  |  |
| 27 | Флаг США        | Нап | Кристиан Флетчер           | 2005 |  |  |  |  |  |

### Игроки в аренде
| \| № \| \| Поз. \| Имя \| Год рождения \| \| - \| \| ---- \| ------------------------------------------------------------ \| ------------ \| \| \| \| ПЗ \| Гэвин Тернер (в «Чаттануге[англ.]» до 31 декабря 2025) \| 2007 \| \| \| \| Нап \| Хаким Карамоко (в «Лаудон Юнайтед[англ.]» до 30 ноября 2025) \| 2005 \| |          |      |                                                       |              |
| № |          | Поз. | Имя                                                   | Год рождения |
| | Флаг США | ПЗ   | Гэвин Тернер (в «Чаттануге» до 31 декабря 2025)       | 2007         |
| | Флаг США | Нап  | Хаким Карамоко (в «Лаудон Юнайтед» до 30 ноября 2025) | 2005         |

## Академия и резервисты
Академия «Ди Си Юнайтед» была создана в 2005 году, с тем чтобы обеспечить местные таланты возможностью получить профессиональную подготовку. Академия включает несколько молодёжных отрядов, начиная от игроков в возрасте до 23 лет и заканчивая детскими командами от 11 до 12 лет. Старшие возрастные группы играют на четвёртом уровне лиг США, в Премьер-лиге развития USL, и на пятом уровне — в Лиге USL Супер-20. Команды до 18 и 17 лет участвуют в Лиге академий США, которая состоит из самых элитных молодёжных академий страны. В настоящее время «Ди Си Юнайтед» U-18 и U-17 играют в Северо-Восточной конференции лиги. Младшие команды соревнуются в Супер Y-лиге. Наиболее младшая часть академии включает игроков в возрасте от 11 до 13 лет. Хотя «Ди Си Юнайтед» не имеет команд до 11 и до 13 лет, клуб организует медпункты, лагеря и тренировочные базы для молодых игроков и предлагает им воспользоваться возможностью присоединения к младшей команде молодёжной академии. Тренировочные базы работают, как правило, в течение всего года.
С 2005 до 2012 года «Ди Си Юнайтед» выставлял резервный состав, который играл в Резервном дивизионе MLS. Резервную команду расформировали, когда MLS и USL Pro объявили о партнёрстве по развитию игроков. Фактическим филиалом «Юнайтед» является «Ричмонд Кикерс» из USL Pro.

## Тренеры
- Брюс Арена (3 января 1996 — 6 декабря 1998)
- Томас Ронген (2 декабря 1998 — 4 августа 2001)
- Кёрт Оналфо (5 августа — 10 сентября 2001, и. о.; 1 января — 4 августа 2010)
- Рей Хадсон (8 января 2002 — 15 декабря 2003)
- Христо Стоичков (27 января — 15 декабря 2003, играющий тренер)
- Пётр Новак (7 января 2004 — 19 декабря 2006)
- Том Соун (21 декабря 2006 — 3 ноября 2009)
- Бен Олсен (5 августа 2010 — 8 октября 2020)
- Чад Аштон[англ.] (9 октября 2020 — 17 января 2021, и. о.; 20 апреля — 11 июля 2022)
- Эрнан Лосада[англ.](18 января 2021 — 20 апреля 2022)
- Уэйн Руни (12 июля 2022 — 8 октября 2023)
- Фредерик Брийан (8 октября 2023 — 10 января 2024)
- Трой Лесейн[англ.](10 января 2024 — 9 июля 2025)
- Кевин Фланаган (и. о.; 10 июля 2025 — н. в.)
- Рене Вайлер (16 июля 2025 — н. в.)

## Достижения
На внутренней арене
- Обладатель Кубка MLS (4): 1996, 1997, 1999, 2004
- Обладатель Supporters’ Shield (4): 1997, 1999, 2006, 2007
- Победитель Открытого кубка США (3): 1996, 2008, 2013

На международной арене
- Победитель Кубка чемпионов КОНКАКАФ (1): 1998
- Победитель Межамериканского кубка (1): 1998

Другие турниры
- Атлантический кубок (8): 2002, 2004, 2005, 2006, 2007, 2008, 2009, 2012
- Кубок вызова Каролины (3): 2010, 2011, 2012

## Статистика
| Победа | Финал (2-е место) | 3-е место | Деревянная ложка* |

* Символизирует последнее место в регулярном сезоне.
| Год  | MLS Регулярный сезон | MLS Регулярный сезон | MLS Регулярный сезон | MLS Регулярный сезон | MLS Регулярный сезон | MLS Регулярный сезон | MLS Регулярный сезон | MLS Регулярный сезон | Место | Место | Кубок MLS                         | Открытый кубок США | Континентальные турниры           | Континентальные турниры | Лучший бомбардир                         | Голов |
| Год  | Лига                 | Игр                  | П                    | Н                    | П                    | ГЗ                   | ГП                   | О                    | Конф. | Итого | Кубок MLS                         | Открытый кубок США | Континентальные турниры           | Континентальные турниры | Лучший бомбардир                         | Голов |
| ---- | -------------------- | -------------------- | -------------------- | -------------------- | -------------------- | -------------------- | -------------------- | -------------------- | ----- | ----- | --------------------------------- | ------------------ | --------------------------------- | ----------------------- | ---------------------------------------- | ----- |
| 1996 | MLS                  | 32                   | 16                   | 0                    | 16                   | 62                   | 56                   | 46                   | 2     | 3     | Победа                            | Победа             |                                   |                         | Рауль Диас Арсе                          | 23    |
| 1997 | MLS                  | 32                   | 21                   | 0                    | 11                   | 70                   | 53                   | 55                   | 1     | 1     | Победа                            | Финал              | Кубок чемпионов КОНКАКАФ 1997     | 1/2 финала              | Хайме Морено                             | 16    |
| 1998 | MLS                  | 32                   | 24                   | 0                    | 8                    | 74                   | 48                   | 58                   | 1     | 2     | Финал                             |                    | Кубок чемпионов КОНКАКАФ 1998     | Победа                  | Рой Ласситер                             | 18    |
| 1999 | MLS                  | 32                   | 23                   | 0                    | 9                    | 65                   | 43                   | 57                   | 1     | 1     | Победа                            |                    | Кубок чемпионов КОНКАКАФ 1999     | 3-е место               | Рой Ласситер                             | 18    |
| 2000 | MLS                  | 32                   | 8                    | 6                    | 18                   | 44                   | 63                   | 30                   | 4     | 11    |                                   | 1/4 финала         | Кубок чемпионов КОНКАКАФ 2000     | 4-е место               | Хайме Морено                             | 12    |
| 2001 | MLS                  | 32                   | 8                    | 18                   | 6                    | 44                   | 63                   | 30                   | 4     | 10    |                                   | Полуфинал          | Кубок гигантов КОНКАКАФ           | Финал                   | Абдул Томпсон Конте                      | 14    |
| 2002 | MLS                  | 28                   | 9                    | 5                    | 14                   | 31                   | 40                   | 32                   | 5     | 10    |                                   |                    | Кубок чемпионов КОНКАКАФ 2002     | 1-й раунд               | Эйли Кертис Бобби Конви                  | 5     |
| 2003 | MLS                  | 30                   | 10                   | 9                    | 11                   | 38                   | 36                   | 39                   | 4     | 7     | 1/4 финала                        | Полуфинал          |                                   |                         | Дема Коваленко Марко Этчеверри           | 6     |
| 2004 | MLS                  | 32                   | 11                   | 9                    | 10                   | 43                   | 42                   | 42                   | 2     | 4     | Победа                            | 4-й раунд          |                                   |                         | Алеко Эскандарян                         | 10    |
| 2005 | MLS                  | 32                   | 16                   | 6                    | 10                   | 58                   | 37                   | 54                   | 2     | 3     | 1/4 финала                        | 1/4 финала         | Кубок чемпионов КОНКАКАФ 2005     | Полуфинал               | Хайме Морено                             | 16    |
| 2005 | MLS                  | 32                   | 16                   | 6                    | 10                   | 58                   | 37                   | 54                   | 2     | 3     | 1/4 финала                        | 1/4 финала         | Южноамериканский кубок 2005       | 1-й раунд               | Хайме Морено                             | 16    |
| 2006 | MLS                  | 32                   | 15                   | 10                   | 7                    | 52                   | 38                   | 55                   | 1     | 1     | Полуфинал                         | Полуфинал          |                                   |                         | Кристиан Гомес                           | 14    |
| 2007 | MLS                  | 30                   | 16                   | 7                    | 7                    | 56                   | 34                   | 55                   | 1     | 1     | 1/4 финала                        | 3-й раунд          | Кубок чемпионов КОНКАКАФ 2007     | Полуфинал               | Лусиано Эмилио                           | 20    |
| 2007 | MLS                  | 30                   | 16                   | 7                    | 7                    | 56                   | 34                   | 55                   | 1     | 1     | 1/4 финала                        | 3-й раунд          | Южноамериканский кубок 2007       | 1-й раунд               | Лусиано Эмилио                           | 20    |
| 2007 | MLS                  | 30                   | 16                   | 7                    | 7                    | 56                   | 34                   | 55                   | 1     | 1     | 1/4 финала                        | 3-й раунд          | Североамериканская суперлига 2007 | Полуфинал               | Лусиано Эмилио                           | 20    |
| 2008 | MLS                  | 30                   | 11                   | 4                    | 15                   | 43                   | 51                   | 37                   | 6     | 10    |                                   | Победа             | Кубок чемпионов КОНКАКАФ 2008     | Полуфинал               | Лусиано Эмилио                           | 11    |
| 2008 | MLS                  | 30                   | 11                   | 4                    | 15                   | 43                   | 51                   | 37                   | 6     | 10    | Лига чемпионов КОНКАКАФ 2008/2009 | Победа             | Групповой раунд                   |                         | Лусиано Эмилио                           | 11    |
| 2008 | MLS                  | 30                   | 11                   | 4                    | 15                   | 43                   | 51                   | 37                   | 6     | 10    | Североамериканская суперлига 2008 | Победа             | Групповой раунд                   |                         | Лусиано Эмилио                           | 11    |
| 2009 | MLS                  | 30                   | 9                    | 13                   | 8                    | 43                   | 44                   | 40                   | 4     | 10    |                                   | Финал              | Лига чемпионов КОНКАКАФ 2009/2010 | Групповой раунд         | Лусиано Эмилио                           | 10    |
| 2010 | MLS                  | 30                   | 6                    | 4                    | 20                   | 21                   | 47                   | 22                   | 8     | 16    |                                   | Полуфинал          |                                   |                         | Дэнни Оллсопп Энди Нахар                 | 5     |
| 2011 | MLS                  | 34                   | 9                    | 12                   | 13                   | 49                   | 52                   | 39                   | 6     | 13    |                                   | 2-й кв. раунд      |                                   |                         | Дуэйн Де Розарио                         | 15    |
| 2012 | MLS                  | 34                   | 17                   | 7                    | 10                   | 53                   | 43                   | 58                   | 2     | 3     | Полуфинал                         | 4-й раунд          |                                   |                         | Крис Понтиус                             | 12    |
| 2013 | MLS                  | 34                   | 3                    | 7                    | 24                   | 22                   | 59                   | 16                   | 10    | 19    |                                   | Победа             |                                   |                         | Дуэйн Де Розарио Луис Сильва Кайл Портер | 3     |
| 2014 | MLS                  | 33                   | 17                   | 7                    | 9                    | 49                   | 35                   | 58                   | 1     | 3     | 1/4 финала                        | 3-й раунд          | Лига чемпионов КОНКАКАФ 2014/2015 | 1/4 финала              | Фабиан Эспиндола                         | 12    |
| 2015 | MLS                  | 34                   | 15                   | 13                   | 6                    | 43                   | 45                   | 51                   | 4     | 8     | 1/4 финала                        | 5-й раунд          | Лига чемпионов КОНКАКАФ 2015/2016 | 1/4 финала              | Крис Ролф                                | 10    |
| 2016 | MLS                  | 34                   | 11                   | 13                   | 10                   | 53                   | 47                   | 46                   | 4     | 10    | Предв. раунд                      | 4-й раунд          |                                   |                         | Ламар Нейгл                              | 9     |
| 2017 | MLS                  | 34                   | 9                    | 5                    | 20                   | 31                   | 60                   | 32                   | 11    | 21    |                                   | 1/8 финала         |                                   |                         | Лусиано Акоста                           | 5     |
| 2018 | MLS                  | 34                   | 14                   | 11                   | 9                    | 60                   | 50                   | 51                   | 4     | 9     | Предв. раунд                      | 1/8 финала         |                                   |                         | Уэйн Руни                                | 12    |
| 2019 | MLS                  | 34                   | 13                   | 11                   | 10                   | 42                   | 38                   | 50                   | 5     | 10    | Предв. раунд                      | 1/8 финала         |                                   |                         | Уэйн Руни                                | 13    |
| 2020 | MLS                  | 23                   | 5                    | 6                    | 12                   | 25                   | 41                   | 21                   | 13    | 24    |                                   |                    |                                   |                         | Ола Камара                               | 5     |
| 2021 | MLS                  | 34                   | 14                   | 5                    | 15                   | 56                   | 54                   | 47                   | 8     | 16    |                                   |                    |                                   |                         | Ола Камара                               | 16    |

Источники:
- Статистика MLS согласно с: David Litterer. Major League Soccer (англ.). Rec.Sport.Soccer Statistics Foundation. Дата обращения: 13 июля 2011. Архивировано 4 июня 2011 года.
- Статистика Открытого кубка США согласно с: Josh Hikala. 1995 - present (Pro Era) (англ.). TheCup.us. Дата обращения: 13 июля 2011. Архивировано 16 августа 2011 года.
- Статистика турниров под эгидой КОНКАКАФ: Steven Torres. CONCACAF Champions Cup and Champions League History (англ.). CONCACAF. Дата обращения: 13 июля 2011. Архивировано 16 сентября 2011 года.
- Статистика лучших бомбардиров согласно с: Statistics (англ.). MLSsoccer.com. Дата обращения: 13 июля 2011. Архивировано 12 октября 2012 года.

### Международные турниры
| Сезон   | Соревнование                      | Раунд                 | Страна                    | Клуб                   | 1-й матч       | 2-й матч       |
| ------- | --------------------------------- | --------------------- | ------------------------- | ---------------------- | -------------- | -------------- |
| 1997    | Кубок чемпионов КОНКАКАФ 1997     | 1/4 финала            | Тринидад и Тобаго         | Юнайтед Петротрин      | 1:0            | —              |
|         |                                   | 1/2 финала            | Соединённые Штаты Америки | Лос-Анджелес Гэлакси   | 0:1            | —              |
|         |                                   | Матч за 3-е место     | Мексика                   | Гвадалахара            | 2:2            | —              |
| 1998    | Кубок чемпионов КОНКАКАФ 1998     | 1/4 финала            | Тринидад и Тобаго         | Джо Паблик             | 8:0            | —              |
|         |                                   | 1/2 финала            | Мексика                   | Леон                   | 2:0            | —              |
|         |                                   | Финал                 | Мексика                   | Толука                 | 1:0            | —              |
|         | Межамериканский кубок 1998        | Финал                 | Бразилия                  | Васко да Гама          | 0:1            | 2:0            |
| 1999    | Кубок чемпионов КОНКАКАФ 1999     | 1/4 финала            | Гондурас                  | Олимпия (Тегусигальпа) | 1:0            | —              |
|         |                                   | 1/2 финала            | Мексика                   | Некакса                | 1:3            | —              |
|         |                                   | Матч за 3-е место     | Соединённые Штаты Америки | Чикаго Файр            | 2:2            | —              |
| 2000    | Кубок чемпионов КОНКАКАФ 2000     | 1/4 финала            | Коста-Рика                | Алахуэленсе            | 2:1            | —              |
|         |                                   | 1/2 финала            | Соединённые Штаты Америки | Лос-Анджелес Гэлакси   | 1:1 (2:4 пен.) | —              |
|         |                                   | Матч за 3-е место     | Мексика                   | Пачука                 | 1:2            | —              |
| 2001    | Кубок гигантов КОНКАКАФ           | 1/4 финала            | Ямайка                    | Арнетт Гарденс         | 2:1            | —              |
|         |                                   | 1/2 финала            | Гватемала                 | Комуникасьонес         | 2:1            | —              |
|         |                                   | Финал                 | Мексика                   | Америка (Мехико)       | 0:2            | —              |
| 2002    | Кубок чемпионов КОНКАКАФ 2002     | 1/8 финала            | Гватемала                 | Комуникасьонес         | 2:1            | 0:4            |
| 2005    | Кубок чемпионов КОНКАКАФ 2005     | 1/4 финала            | Ямайка                    | Харбор Вью             | 2:1            | 2:1            |
|         |                                   | 1/2 финала            | Мексика                   | УНАМ Пумас             | 1:1            | 0:5            |
| 2005    | Южноамериканский кубок 2005       | 1/8 финала            | Чили                      | Универсидад Католика   | 1:1            | 2:3            |
| 2007    | Кубок чемпионов КОНКАКАФ 2007     | 1/4 финала            | Гондурас                  | Олимпия (Тегусигальпа) | 3:2            | 4:1            |
|         |                                   | 1/2 финала            | Мексика                   | Гвадалахара            | 1:1            | 1:2            |
| 2007    | Североамериканская суперлига 2007 | Групповой раунд       | Мексика                   | Монаркас Морелия       | 1:1            | —              |
|         |                                   | Групповой раунд       | Мексика                   | Америка (Мехико)       | 1:0            | —              |
|         |                                   | Групповой раунд       | Соединённые Штаты Америки | Хьюстон Динамо         | 0:1            | —              |
|         |                                   | 1/2 финала            | Соединённые Штаты Америки | Лос-Анджелес Гэлакси   | 0:2            | —              |
|         | Южноамериканский кубок 2007       | 1/8 финала            | Мексика                   | Гвадалахара            | 2:1            | 0:1            |
| 2008    | Кубок чемпионов КОНКАКАФ 2008     | 1/4 финала            | Ямайка                    | Харбор Вью             | 1:1            | 5:0            |
|         |                                   | 1/2 финала            | Мексика                   | Пачука                 | 2:1            | 0:2            |
|         | Североамериканская суперлига 2008 | Групповой раунд       | Мексика                   | Гвадалахара            | 1:2            | —              |
|         |                                   | Групповой раунд       | Мексика                   | Атланте                | 2:3            | —              |
|         |                                   | Групповой раунд       | Соединённые Штаты Америки | Хьюстон Динамо         | 1:3            | —              |
| 2008/09 | Лига чемпионов КОНКАКАФ 2008/2009 | Групповой раунд       | Мексика                   | Крус Асуль             | 0:1            | 2:0            |
|         |                                   | Групповой раунд       | Гондурас                  | Марафон                | 2:4            | 0:2            |
|         |                                   | Групповой раунд       | Коста-Рика                | Депортиво Саприсса     | 0:2            | 2:2            |
| 2009/10 | Лига чемпионов КОНКАКАФ 2009/2010 | Предварительный раунд | Сальвадор                 | Луис Анхель Фирпо      | 1:1            | 1:1 (5:4 пен.) |
|         |                                   | Групповой раунд       | Гондурас                  | Марафон                | 3:0            | 1:3            |
|         |                                   | Групповой раунд       | Тринидад и Тобаго         | Сан-Хуан Джаблоти      | 5:1            | 1:0            |
|         |                                   | Групповой раунд       | Мексика                   | Толука                 | 1:3            | 1:1            |
| 2014/15 | Лига чемпионов КОНКАКАФ 2014/2015 | Групповой раунд       | Ямайка                    | Уотерхаус              | 1:0            | 2:1            |
|         |                                   | Групповой раунд       | Панама                    | Тауро                  | 2:0            | 1:0            |
|         |                                   | 1/4 финала            | Коста-Рика                | Алахуэленсе            | 2:5            | 2:1            |
| 2015/16 | Лига чемпионов КОНКАКАФ 2015/2016 | Групповой раунд       | Панама                    | Арабе Унидо            | 1:0            | 2:0            |
|         |                                   | Групповой раунд       | Ямайка                    | Монтего-Бей Юнайтед    | 3:0            | 3:3            |
|         |                                   | 1/4 финала            | Мексика                   | Керетаро               | 0:2            | 1:1            |

### Рекорды
- Матчей:  Хайме Морено (427)
- Голов:  Хайме Морено (131)
- Голевых передач:  Хайме Морено (102)
- Минут на поле:  Хайме Морено (24372)
- Ударов по воротам:  Хайме Морено (660)

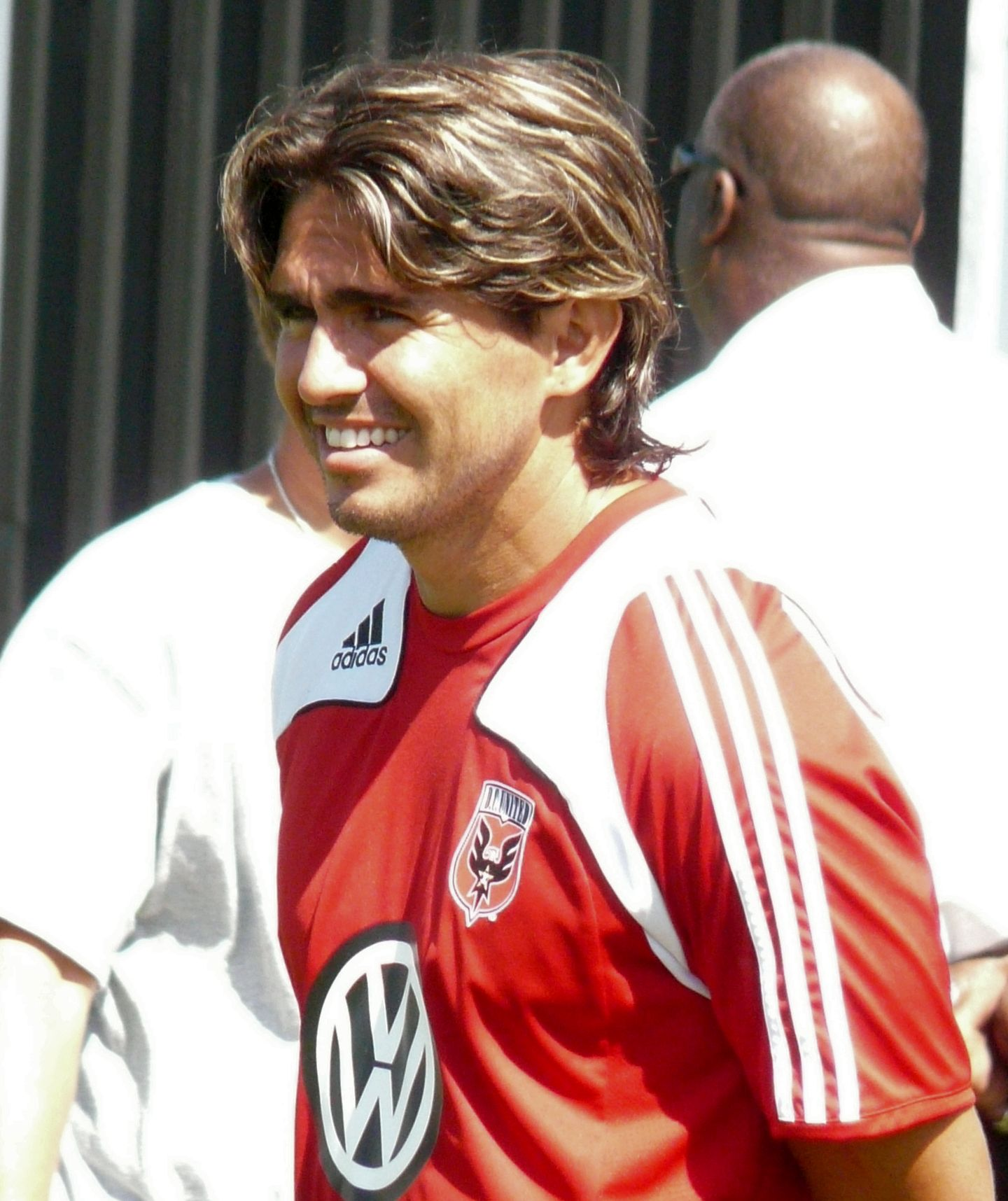
Хайме Морено — удерживает большинство клубных рекордов

- Ударов в площадь ворот:  Хайме Морено (380)
- Победных голов:  Хайме Морено (26)
- Голов с пенальти:  Хайме Морено (42)
- Дублей:  Хайме Морено (17)
- Хет-триков:  Рауль Диас Арсе/ Дуэйн Де Розарио (2)
- «Сухих» матчей:  Билл Хамид (38)
- Побед:  Билл Хамид (50)

Источник: D.C. United All-Time Leaders (англ.). MLSnet.com (22 августа 2009). Дата обращения: 22 июня 2013. Архивировано из оригинала 15 мая 2008 года.

#### Матчи
| #  | Имя              | Годы                | MLS      | Открытый кубок США | Кубок MLS | Кубок чемпионов КОНКАКАФ | Итого |
| -- | ---------------- | ------------------- | -------- | ------------------ | --------- | ------------------------ | ----- |
| 1  | Хайме Морено     | 1996—2002 2004—2010 | 329 (41) | 30 (7)             | 32 (1)    | 36 (3)                   | 427   |
| 2  | Бен Олсен        | 1998—2009           | 221 (21) | 11 (4)             | 22        | 29 (2)                   | 283   |
| 3  | Брайан Намофф    | 2001—2010           | 195 (16) | 22 (6)             | 12        | 31 (7)                   | 260   |
| 4  | Билл Хамид       | 2010—2017 2018—н.в. | 228      | 6                  | 10        | 1                        | 245   |
| 5  | Марко Этчеверри  | 1996—2003           | 191 (11) | 11                 | 23        | 16 (1)                   | 241   |
| 6  | Клайд Симмс      | 2005—2011           | 182 (35) | 16 (7)             | 5 (3)     | 26 (6)                   | 229   |
| 7  | Бобби Босуэлл    | 2005—2007 2014—2017 | 188 (4)  | 8 (1)              | 10 (1)    | 16 (1)                   | 222   |
| 8  | Ричи Уильямс     | 1996—2000, 2002     | 169 (5)  | 8 (1)              | 22        | 14                       | 213   |
| 9  | Ник Делеон       | 2012—2018           | 180 (19) | 8 (2)              | 10        | 4                        | 202   |
| 10 | Сантино Куаранта | 2001—2006 2008—2011 | 159 (39) | 16 (3)             | 6 (3)     | 20 (8)                   | 201   |

В скобках — выходы на замену.

#### Голы
| # | Имя              | Годы                | MLS | Открытый кубок США | Кубок MLS | Континентальные турниры | Итого |
| - | ---------------- | ------------------- | --- | ------------------ | --------- | ----------------------- | ----- |
| 1 | Хайме Морено     | 1996—2002 2004—2010 | 131 | 13                 | 12        | 6                       | 162   |
| 2 | Кристиан Гомес   | 2004—2007 2009      | 45  | 4                  | 3         | 9                       | 61    |
| 3 | Рауль Диас Арсе  | 1996—1997 2000—2001 | 44  | 5                  | 8         | 1                       | 58    |
| 4 | Лусиано Эмилио   | 2007—2009           | 41  | 3                  | 0         | 11                      | 55    |
| 5 | Рой Ласситер     | 1998—1999 2002      | 36  | 0                  | 7         | 7                       | 50    |
| 6 | Марко Этчеверри  | 1996—2002           | 34  | 1                  | 3         | 2                       | 40    |
| 7 | Крис Понтиус     | 2009—2015           | 31  | 3                  | 0         | 3                       | 37    |
| 8 | Бен Олсен        | 1998—2009           | 29  | 0                  | 2         | 3                       | 34    |
| 9 | Сантино Куаранта | 2001—2006 2008—2011 | 25  | 3                  | 0         | 0                       | 28    |
| 9 | Дуэйн Де Розарио | 2011—2013           | 23  | 5                  | 0         | 0                       | 28    |

## Личные достижения футболистов «Ди Си Юнайтед»

### Члены символической сборной MLS
- Марко Этчеверри (1996, 1997, 1998, 1999)
- Джефф Эйгус (1997, 1999)
- Эдди Поуп (1997, 1998)
- Хайме Морено (1997, 1999, 2004, 2005, 2006)
- Райан Нелсен (2003, 2004)
- Кристиан Гомес (2005, 2006, 2007)
- Трой Перкинс (2006)
- Бобби Босуэлл (2006, 2014)
- Бен Олсен (2007)
- Дуэйн Де Розарио (2011)
- Крис Понтиус (2012)
- Билл Хамид (2014)
- Лусиано Акоста (2018)
- Уэйн Руни (2018)

Источник: Award Winners & All-Stars (англ.). D.C. United. Дата обращения: 30 июня 2009. Архивировано 8 апреля 2009 года.

### Самый ценный игрок клуба
- 2004:  Хайме Морено
- 2005:  Кристиан Гомес
- 2006:  Кристиан Гомес
- 2007:  Лусиано Эмилио
- 2008:  Хайме Морено
- 2009:  Клайд Симмс[англ.]
- 2010:  Энди Нахар
- 2011:  Дуэйн Де Розарио
- 2012:  Крис Понтиус
- 2013:  Перри Китчен
- 2014:  Фабиан Эспиндола
- 2015:  Крис Ролф
- 2016:  Стив Бирнбаум
- 2017:  Билл Хамид
- 2018:  Уэйн Руни
- 2019:  Лусиано Акоста
- 2020:  Юлиан Грессель
- 2021:  Ола Камара
- 2022:  Таксиархис Фунтас
- 2023:  Кристиан Бентеке
- 2024:  Кристиан Бентеке

### Члены Национального футбольного зала славы
В скобках — год включения.
- Джон Харкс (2005)
- Джефф Эйгус (2009)
- Эдди Поуп (2011)
- Эрни Стюарт (2011)

### Члены Зала традиций

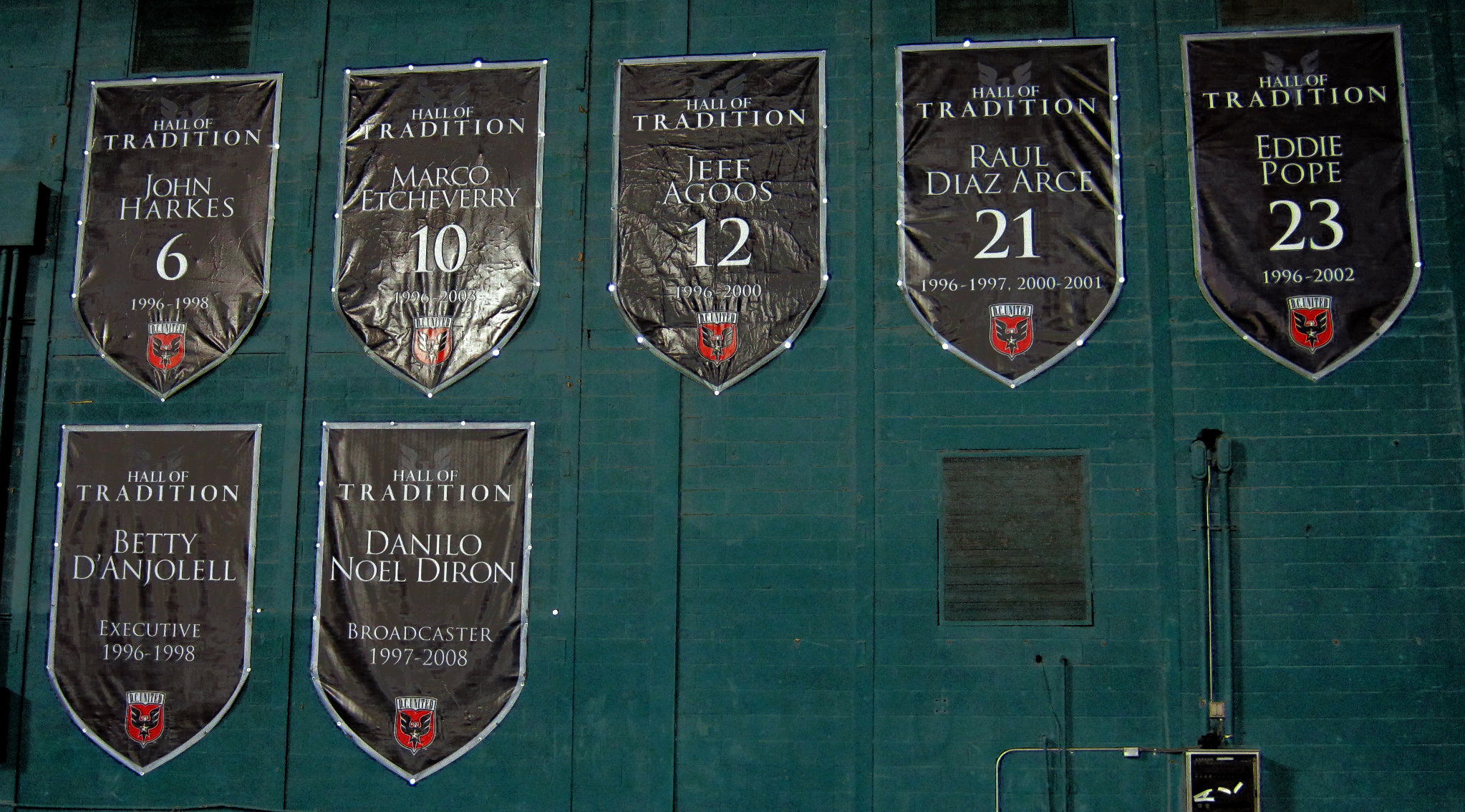
Баннеры «Зала традиций»

В 2003 году «Ди Си Юнайтед» открыл «Зал традиций» (первоначально называвшийся «Традиция мастерства»), куда зачисляются игроки, тренеры и сотрудники администрации клуба, сделавшие значительный вклад в успех команды.
В скобках — дата включения.
- Джон Харкс (14 мая 2003)
- Марко Этчеверри (20 октября 2007)
- Джефф Эйгус (16 октября 2008)
- Рауль Диас Арсе (2 сентября 2009)
- Эдди Поуп (18 июля 2010)
- Ричи Уильямс (15 октября 2011)
- Бен Олсен (15 сентября 2012)
- Хайме Морено (14 сентября 2013)
- Кевин Пейн[англ.] (2 октября 2015)

### Другие награды
- Самый ценный игрок MLS:  Марко Этчеверри (1998),  Кристиан Гомес (2006),  Лусиано Эмилио (2007),  Дуэйн Де Розарио (2011)
- Защитник года:  Эдди Поуп (1997),  Бобби Босуэлл (2006)
- Вратарь года:  Трой Перкинс (2006),  Билл Хамид (2014)
- Золотая бутса MLS:  Хайме Морено (1997),  Лусиано Эмилио (2007),  Дуэйн Де Розарио (2011)
- Новоприбывший игрок года:  Лусиано Эмилио (2007)
- Новичок года:  Бен Олсен (1998),  Энди Нахар (2010)